# Coelus globosus
Coelus globosus је инсект из реда тврдокрилаца (Coleoptera) и породице црних буба (Tenebrionidae).

## Распрострањење
Врста има станиште у Сједињеним Америчким Државама и Мексику.

## Угроженост
Ова врста се сматра рањивом у погледу угрожености врсте од изумирања.